# Бекет (Кемеровская область)
Бекет — село в Яйском районе Кемеровской области России. Входит в состав Бекетского сельского поселения.

## География
Село находится в северной части области, на левом берегу реки Бекет, к востоку от реки Яя, на расстоянии примерно 13 километров (по прямой) к северу от районного центра посёлка городского типа Яя. Абсолютная высота — 143 метра над уровнем моря.
Часовой пояс
Село Бекет, как и вся Кемеровская область, находится в часовой зоне МСК+4. Смещение применяемого времени относительно UTC составляет +7:00.

## История
Село было основано в 1831 году. В «Списке населенных мест Российской империи» 1868 года издания населённый пункт упомянут как казённая деревня Бекет (Бекетская) Мариинского округа (1-го участка) при речкеТёплой, расположенная в 113 версте от окружного центра Мариинска. В деревне имелось 55 дворов и проживало 277 человек (163 мужчины и 114 женщин).
В 1911 году в деревне Бекетская, относившейся к Колыонской волости Мариинского уезда, имелось 124 двора и проживало 496 человек (349 мужчин и 395 женщин). Функционировали хлебозапасный магазин, три водяных мукомольных мельницы и сельское училище Министерства внутренних дел.
По данным 1926 года имелось 178 хозяйств и проживало 1022 человека (в основном — русские). Функционировали школа I ступени и лавка общества потребителей. В административном отношении село являлось центром и единственным населённым пунктом Бекетского сельсовета Ижморского района Томского округа Сибирского края.

## Население
| 2010 |
| ---- |
| 260  |

Гендерный состав
По данным Всероссийской переписи населения 2010 года в гендерной структуре населения мужчины составляли 47,3 %, женщины — соответственно 52,7 %.
Национальный состав
Согласно результатам переписи 2002 года, в национальной структуре населения русские составляли 90 % из 365 чел.

## Инфраструктура
В селе функционируют фельдшерско-акушерский пункт, сельский клуб и основная общеобразовательная школа.

## Улицы
Уличная сеть села состоит из двух улиц (ул. Центральная и ул. Школьная).